# Caproni Ca.58
Il Caproni Ca.58 fu un aereo da trasporto passeggeri trimotore triplano sviluppato dall'azienda aeronautica italiana Caproni nei primi anni venti del XX secolo.
Il modello costituisce il primo esempio di velivolo italiano caratterizzato dalla possibilità di trasportare un elevato numero di passeggeri su rotte di grande traffico o a lungo raggio.

## Tecnica
Il modello, di grandi dimensioni, era caratterizzato da una configurazione a doppia trave di coda.
La gondola centrale era del tipo "a valigia", con struttura interna divisa tra due piani comunicanti tra loro grazie ad una scala interna, dotata di interni di lusso, di un buffet, spazio dedicato alla ristorazione, uno scompartimento bagagli e di una toilette. Sul tetto della cabina inferiore erano collocati i due abitacoli aperti riservati a pilota e meccanico e posteriormente la struttura accoglieva l'unico gruppo motoelica in configurazione spingente.
La velatura era di tipo triplana, con i piani alari di eguale apertura e tutti dotati di alettoni. Le due travi di coda erano collegate all'intradosso dell'ala mediana, e fungevano da supporto ai due motori in configurazione traente e, posteriormente, all'impennaggio costituito da un largo ed unico piano orizzontale dotato di equilibratore e di due derive dalle forme squadrate.
Il carrello d'atterraggio era caratterizzato da una coppia di telai che integravano una struttura con due elementi in linea a ruote gemellate mentre posteriormente l'appoggio a velivolo fermo era garantito da appositi pattini collocati all'apice inferiore di un lungo montante collegato ad ognuna delle travi di coda.